# Ilissos
L'Ilissos (grec antic: Ἰλισσός) és un riu poc important a l'Àtica que corre pels plans d'Atenes.
El formen dues branques, la principal neix a la part nord del mont Himet, i rep, prop del Liceu a la banda est d'Atenes, l'altra branca, anomenada Erídan, que neix a la banda occidental del mont Himet, en un loc anomenat Siriani. Pausànias explica que en aquest riu el vent Bòreas va raptar a Oritia, filla del rei Erecteu. Un cop juntes les dues branques, travessen la part sud de la ciutat i es dirigeixen al port de Falèron, encara que no arriben sempre al mar, ja que el riuet es queda sec a l'estiu quan passa pels barris d'Atenes.
Els platanus que vorejaven el riu i que descriu Plató al Fedre han desaparegut. Només queden roques i petits arbustos. La branca del riu que neix a Siriani és un lloc ombrívol, que descriu Ovidi a Les Metamorfosis.